# 斗门街道 (绍兴市)
斗门街道是中华人民共和国浙江省紹興市越城区下辖的一个街道办事处。
2017年7月23日，浙江省人民政府批复同意撤销斗门镇建制，其行政区域改由绍兴市越城区政府直辖。
2017年8月7日，绍兴市人民政府批复同意在原斗门镇行政区域内设立斗门街道办事处。

## 行政区划
斗门街道下辖以下村级行政区划单位：
斗门社区、西堰社区、盐仓娄社区、桑港社区、杨望社区、寺东社区、外谷社社区、石泗社区、王家社区、南星社区、菖中社区、菖二社区、新马山社区、东堰社区、丁港社区、里谷社社区、袍渎社区、坝里金社区、坝头丁社区、赵墅社区、钟家甲社区、新合作社区、新皇甫社区、新孙端社区、新豆姜社区、新斗门社区、百盛娄村、璜山北村、荷湖村、三江村、后璜村、前璜村、斗门村、凤村、洋江村、方徐村、上窑村、富陵村、褚家村和朱家潭村。